# Lamborghini 5-95 Zagato
Lamborghini 5-95 Zagato – supersamochód klasy średniej wyprodukowany pod włoską marką Lamborghini w 2014 roku.

## Historia i opis modelu

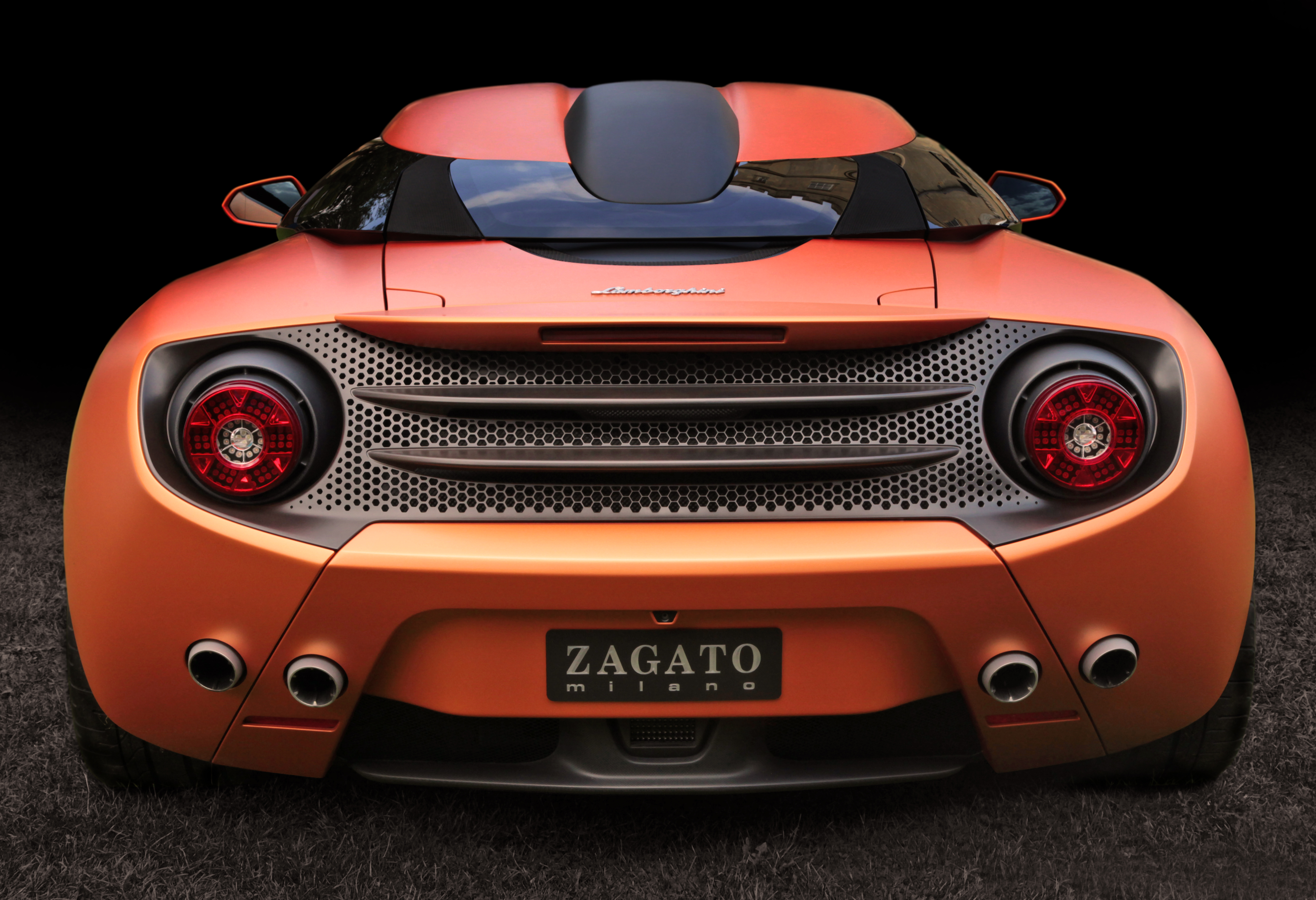
Lamborghini 5-95 Zagato - tył

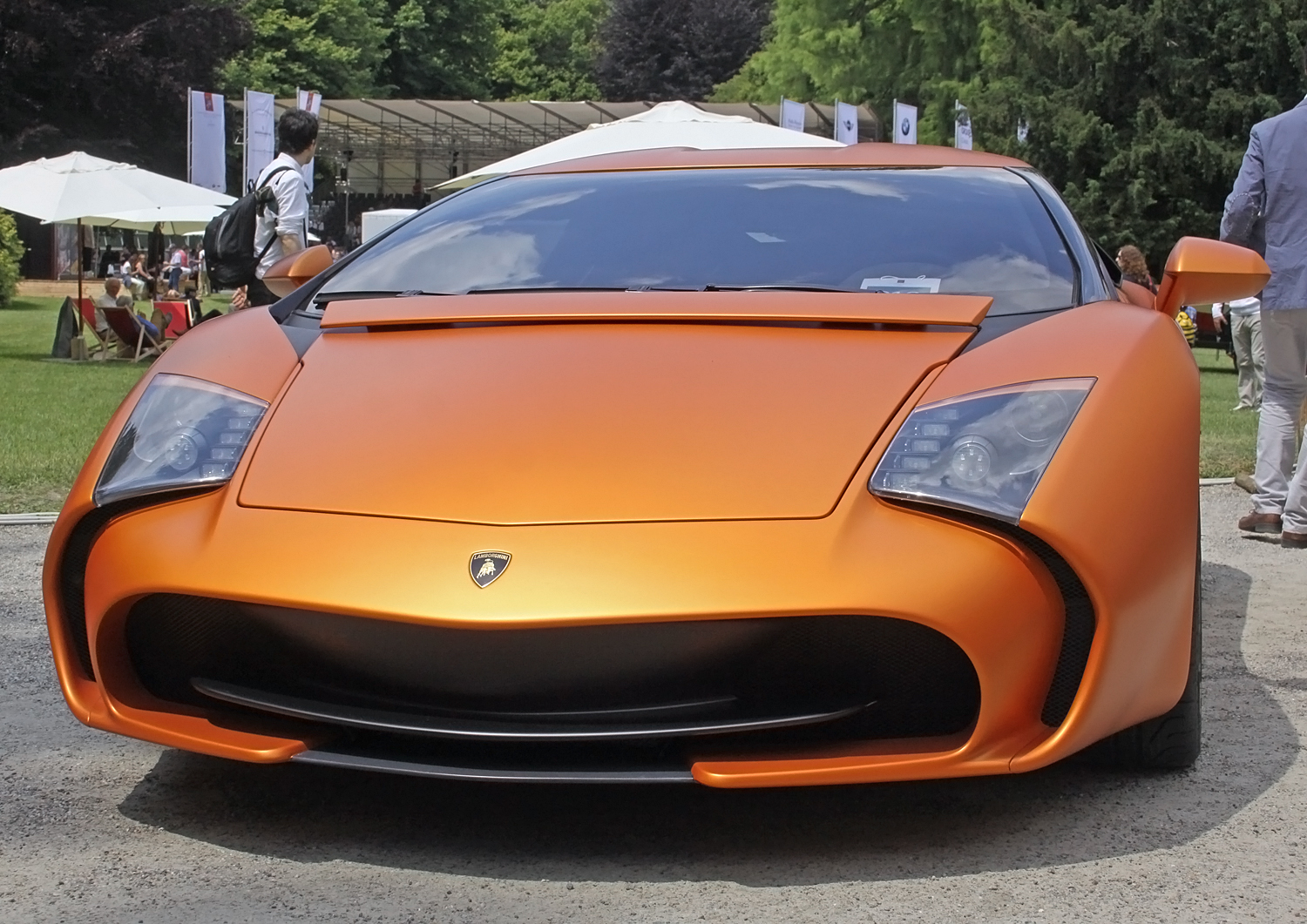
Lamborghini 5-95 Zagato - pas przedni

W maju 2014 rok podczas wystawy Concorso d'Eleganza Villa d'Este włoskie studio projektowe Zagato przedstawiło specjalny, unikatowy projekt będący wynikiem trwającej od połowy lat 60. XX wieku współpracy z rodzimym Lamborghini. Model 5-95 Zagato powstał w celu uczczenia 95. rocznicy powstania studia Zagato, stanowiąc manifestację umiejętności projektantów. Samochód zyskał awangardową stylistykę z dużym, owalnym przednim wlotem powietrza, dużą liczbą ostrych linii i zaokrągleń, a także dużymi lampami tylnymi z motywem koła.
Za bazę techniczną dla 5-95 Zagato posłużyło Lamborghini Gallardo w wyczynowym wariancie LP570-4, dzieląc z im jednakże jedynie podzespoły techniczne i platformę, a także układ napędowy. Centralnie umieszczona jednostka napędowa, V10 o pojemności 5,2 litra, rozwinęła 570 KM mocy i 540 Nm maksymalnego momentu obrotowego, przekazując moc na obie osie.

### Sprzedaż
Pierwotnie Lamborghini 5-95 Zagato powstało jako unikatowy samochód typu one-off, będący konstrukcją demonstracyjną opracowaną tylko w jednym egzemplarzu bez planów seryjnej produkcji. Samochód został zakupiony przez Alberta Spiessa, szwajcarskiego kolekcjonera samochodów, bez ujawnienia ceny, jaką zapłacono za samochód. Założenia co do wielkości produkcji uległy zmianie niespełna 4 miesiące później, gdy ujawniono, że poza pomarańczowym egzemplarzem 5-95 Zagato powstała jeszcze jedna, żółta sztuka. Łącznie zbudowano 6 sztuk ściśle limitowanego samochodu.

### Silnik
- V10 5.2l 562 KM